# A-League 2012/13
De A-League 2012/13 (of Hyundai A-League, naar de hoofdsponsor) is het achtste seizoen van de hoogste nationale professionele voetbalcompetitie in Australië, waaraan negen teams uit Australië en één uit Nieuw-Zeeland deelnemen.
Western Sydney Wanderers, eerste in de competitie alsmede de kampioen van de A-League 2012/13 Central Coast Mariners en de nummer 3 Melbourne Victory kwalificeerden zich voor de AFC Champions League 2014.
De reguliere competitie die over 27 ronden werd gespeeld ving aan op 5 oktober  en eindigde op 31 maart 2013, hierna volgde de afsluitende knock-out eindfase.

## Deelnemende clubs
| Club                     | Stad       | Staat           | Thuisstadion                                            | Capaciteit    |
| ------------------------ | ---------- | --------------- | ------------------------------------------------------- | ------------- |
| Adelaide United          | Adelaide   | Zuid-Australië  | Hindmarshstadion                                        | 17.000        |
| Brisbane Roar FC         | Brisbane   | Queensland      | Suncorpstadion                                          | 52.000        |
| Central Coast Mariners   | Gosford    | New South Wales | Bluetongestadion                                        | 20.119        |
| Melbourne Heart          | Melbourne  | Victoria        | AAMI Park                                               | 30.050        |
| Melbourne Victory        | Melbourne  | Victoria        | AAMI Park Etihadstadion                                 | 30.050 56.347 |
| Newcastle United Jets    | Newcastle  | New South Wales | Energy Australiastadion Port Macquarie regionaalstadion | 26.164 10.000 |
| Perth Glory              | Perth      | West-Australië  | NIB stadion                                             | 20.500        |
| Sydney FC                | Sydney     | New South Wales | Sydney Football Stadium Parramattastadion               | 45.500 21.487 |
| Wellington Phoenix FC    | Wellington | Nieuw-Zeeland   | Westpacstadion                                          | 36.000        |
| Western Sydney Wanderers | Sydney     | New South Wales | Parramattastadion                                       | 21.487        |

## Competitie

### Eindstand
| №  | Club                     | WG | W  | G | V  | DV | DT | +/– | Punten |
| -- | ------------------------ | -- | -- | - | -- | -- | -- | --- | ------ |
| 1  | Western Sydney Wanderers | 27 | 21 | 6 | 0  | 41 | 21 | +20 | 57     |
| 2  | Central Coast Mariners   | 27 | 22 | 4 | 1  | 52 | 4  | +48 | 55     |
| 3  | Melbourne Victory        | 27 | 13 | 5 | 9  | 48 | 45 | +3  | 44     |
| 4  | Adelaide United          | 27 | 12 | 5 | 10 | 38 | 37 | +1  | 41     |
| 5  | Brisbane Roar            | 27 | 10 | 5 | 12 | 33 | 29 | +4  | 35     |
| 6  | Perth Glory              | 27 | 9  | 5 | 13 | 29 | 31 | –2  | 32     |
| 7  | Sydney FC                | 27 | 9  | 5 | 13 | 41 | 51 | –10 | 32     |
| 8  | Newcastle Jets           | 27 | 8  | 7 | 12 | 30 | 45 | –15 | 31     |
| 9  | Melbourne Heart          | 27 | 8  | 3 | 16 | 31 | 40 | –9  | 27     |
| 10 | Wellington Phoenix       | 27 | 7  | 6 | 14 | 31 | 49 | –18 | 27     |

|  | Gekwalificeerd voor de halve finale |
|  | gekwalificeerd voor de kwartfinale  |

### Topscorers
- In onderstaand overzicht zijn alleen de spelers opgenomen met tien of meer treffers achter hun naam.

| № | Naam                 | Club                   | Goals | Pen. | Duels | Gem. |
| - | -------------------- | ---------------------- | ----- | ---- | ----- | ---- |
| 1 | Daniel McBreen       | Central Coast Mariners | 17    | 3    |       |      |
| 2 | Jeremy Brockie       | Wellington Phoenix     | 16    | 2    |       |      |
| 3 | Marco Rojas          | Melbourne Victory      | 15    | 0    |       |      |
| 4 | Besart Berisha       | Brisbane Roar          | 14    | 4    |       |      |
| 5 | Alessandro del Piero | Sydney FC              | 14    | 3    |       |      |
| 6 | Mark Bridge          | Sydney Wanderers       | 11    | 1    |       |      |

## Eindfase
| Datum         | Club                     | Uitslagen    | Club                   | Opmerkingen                                         |
| Kwartfinales  | Kwartfinales             | Kwartfinales | Kwartfinales           |                                                     |
| ------------- | ------------------------ | ------------ | ---------------------- | --------------------------------------------------- |
| 5 april       | Melbourne Victory        | 2-1 nv       | Perth Glory            | #3 - #6; winnaar naar halve finale                  |
| 7 april       | Adelaide United          | 1-2          | Brisbane Roar          | #4 - #5; winnaar naar halve finale                  |
| Halve finales |                          |              |                        |                                                     |
| 12 april      | Western Sydney Wanderers | 2-0          | Brisbane Roar          | #1 - winnaar KF; winnaar naar finale                |
| 14 april      | Central Coast Mariners   | 1-0          | Melbourne Victory      | #2 - Winnaar KF; winnaar naar finale                |
| Finale        |                          |              |                        |                                                     |
| 21 april      | Western Sydney Wanderers | 0-2          | Central Coast Mariners | winnaar geplaatst voor de AFC Champions League 2014 |

### Topscorers
| №  | Naam               | Club                   | Goals | Pen. | Duels | Gem. |
| -- | ------------------ | ---------------------- | ----- | ---- | ----- | ---- |
| 1  | Daniel McBreen     | Central Coast Mariners | 2     | 1    |       |      |
| 2  | Luke Brattan       | Brisbane Roar          | 1     | 0    |       |      |
| 3  | Ivan Franjić       | Brisbane Roar          | 1     | 0    |       |      |
| 4  | Dino Kresinger     | Sydney Wanderers       | 1     | 0    |       |      |
| 5  | Mark Milligan      | Melbourne Victory      | 1     | 1    |       |      |
| 6  | Ryo Nagai          | Perth Glory            | 1     | 0    |       |      |
| 7  | Shinji Ono         | Sydney Wanderers       | 1     | 0    |       |      |
| 8  | Archie Thompson    | Melbourne Victory      | 1     | 0    |       |      |
| 9  | Dario Vidošić      | Adelaide United        | 1     | 0    |       |      |
| 10 | Patrick Zwaanswijk | Central Coast Mariners | 1     | 0    |       |      |

2005/06 · 2006/07 · 2007/08 · 2008/09 · 2009/10 · 2010/11 · 2011/12 · 2012/13 · 2013/14 · 2014/15 · 2015/16 · 2016/17 · 2017/18 · 2018/19 · 2019/20 · 2020/21